# Habitatges socials al carrer Pallars, 299-317
Els habitatges socials al carrer Pallars, 299-317 són un conjunt d'edificis del Poblenou de Barcelona, catalogats com a bé amb elements d'interès (categoria C).

## Història

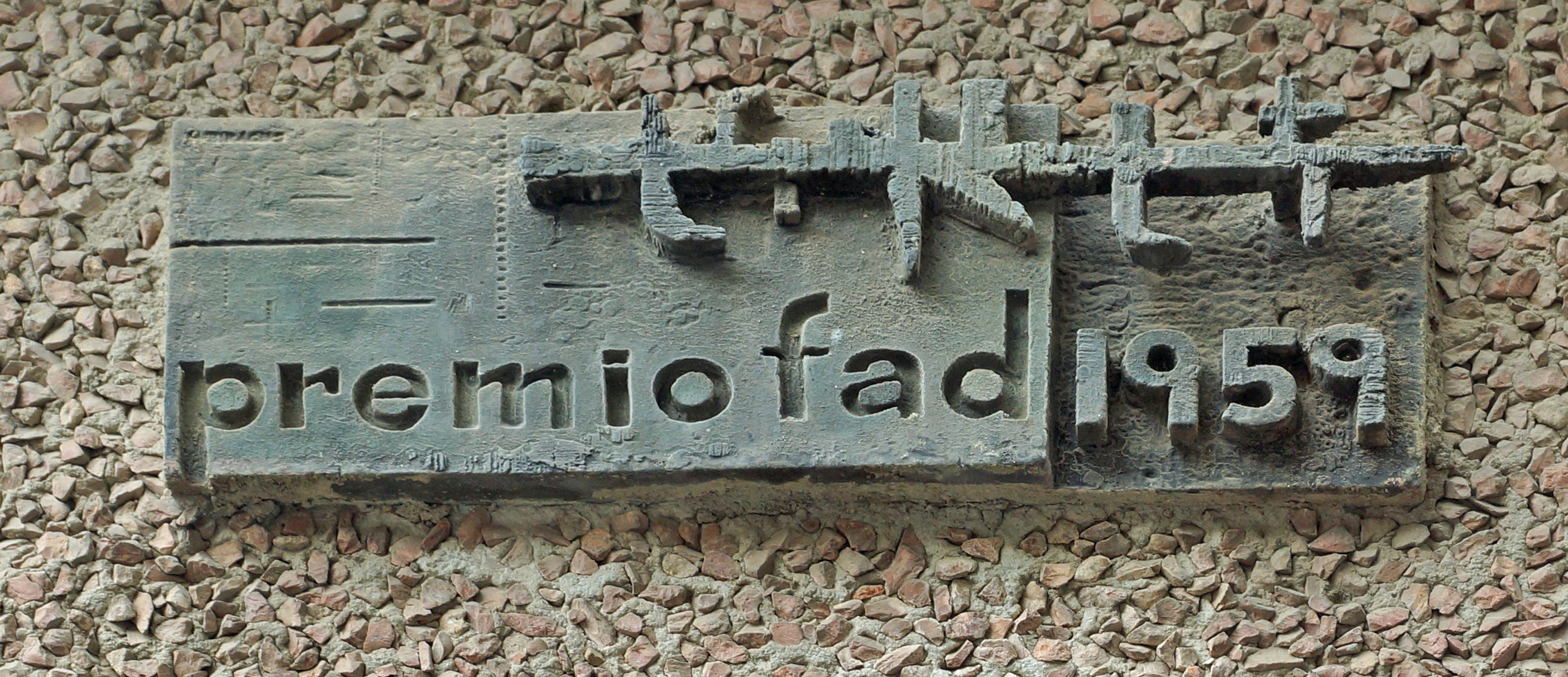
Placa del premi FAD

Promoguts per la família d'industrials dels Ribera i Rovira, propietaris de la fàbrica Metales y Platería Ribera, coneguda popularment com a Can Culleres, foren construïts entre els anys 1958 i 1959 pels arquitectes Josep Martorell i Oriol Bohigas, que van guanyar el premi que atorgava el Foment de les Arts Decoratives (FAD) al millor edifici de l'any en la convocatòria del 1959.
El conjunt és un clar exemple de la tipologia d'habitatge social que es duien a terme en aquella època, basada en la construcció local i la limitació de pressupost (en aquest cas, van costar entre 17.000 i 25.000 pessetes). És una resposta a l'èxode rural i les necessitats de construir ràpidament habitatges nous, en cercar una màxima economia, tot i utilitzar materials senzills i tradicionals. Van justificar l'espai reduït pel fet que «els pares treballen ambdós tot el dia i els nens frueixen una boníssima guarderia infantil a la fàbrica propera.»

## Descripció
És un conjunt de sis edificis d'habitatges (130 en total). Els pisos són de dimensions petites (60 m²), però tenen fama d'estar ben distribuïts. La forma poligonal de la façana dona personalitat al conjunt i els edificis s'articulen al voltant d'un pati que permet ventilar les habitacions. Certs elements de les arquitectures vernaculars i mediterrànies com les cobertes de teula ceràmica a dues aigües, es fan evidents en la façana a través de petits ràfecs. La construcció a l'entorn d'un pati, que permet airejar les habitacions és considerada per la crítica internacional com una solució particularment innovadora.